# ارنست سلوی
ارنست گوستاو ژوزف سلوی (به انگلیسی: Ernest Gaston Joseph Solvay) (زاده ۱۶ آوریل ۱۸۳۸ - درگذشته ۲۶ مه ۱۹۲۲) شیمیدان و نیکوکار بلژیکی بود.
سلوی به دلیل بیماری ریوی توانایی شرکت در کلاس‌های دانشگاه را نداشت. از این رو در سن ۲۱ سالگی کار در کارخانه مواد شیمیایی عموی خود را آغاز کرد.
در سال ۱۸۶۱ فرایندی را به منظور تولید کربنات سدیم ابداع کرد که بعدها به نام فرایند سلوی شناخته شد. در این فرایند از آب نمک (که دارای سدیم کلرید است) و سنگ آهک (که دارای کلسیم کربنات است) بهره گرفته می‌شود. این فرایند کارایی روش‌های پیش از خود را بسیار بهبود بخشید.
پس از ارائه اختراعاتش، سلوی به ثروت فراوانی دست یافت؛ ثروتی که از آن برای هدف‌های نیکوکارانه بهره گرفت. او «بنیاد علوم اجتماعی» (به فرانسوی: Institut des Sciences Sociales) را در سال ۱۸۹۴ در دانشگاه آزاد بروکسل، که اکنون به دو مؤسسه دانشگاه لیبرال بروکسل و دانشگاه وریج بروکسل تقسیم شده است، بنیان‌گذاری کرد. در سال ۱۹۱۱، او اقدام به برگزاری زنجیره نشست‌هایی در زمینه فیزیک گرفت که با نام کنفرانس‌های سلوی شناخته می‌شوند و شخصیت‌های برجسته‌ای چون ماکس پلانک و ارنست رادرفورد و ماری کوری و هانری پوانکاره و آلبرت انشتین را گردهم آورد. کنفرانس دیگری که پس از نخستین برگزار شد توانست دانشمندان نامدار دیگری چون نیلز بور و ورنر هایزنبرگ و ماکس بورن و اروین شرودینگر را هم شامل شود.
سلوی در سال ۱۹۲۲ در ایکسل درگذشت و در گورستان همان شهر به خاک سپرده شد.